# Велика фанагоријска пећина
Велика фанагоријска пећина (рус. Большая Фанагорийская пещера) једна је од највећих пећина кречњачког типа на територији Краснодарске покрајине, на југу Русије. Налази се на подручју Горјачкокључког округа, јужно од града Горјачи Кључ, односно на око 12 км југозападно од села Фанагоријско по којем је и добила име, изнад десне обале реке Ајук.

## Основне карактеристике
Фанагоријска пећина се налази у југозападном делу Горјачкокључког градског округа, на кречњачкој северној подгорини Великог Кавказа. Улаз у пећину се налази на надморској висини од око 300 метара, доста је узак и има димензије 1,5 × 1,5 метара. Непосредно иза улаза налази се узак ходник дужине око десетак метара који се постепено шири и на крају прелази у пространу дворану. Негде на средини ходника налази се велики сталагмит који се популарно назива „прелаз” и преко кога треба прећи да би се наставио даљи пут кроз пећину. На крају се главни ходник рачва у два крака у која није могуће приступити пошто је у једном дошло до урушавања таванице, док је други веома узак. Дном пећине тече малени поток чија дубина углавном зависи од површинских падавина и годишњих доба и може достићи максималних 30 сантиметара. 
Пећина је раније уским и дугачким тунелом (дужине око 25 км) који је пролазио кроз подземно језеро била повезана са обалом Црног мора, али је због урушавања таванице до ког је дошло почетком XIX века њена дужина смањена на садашња 1.442 метра. Дубина пећине је 53 метра, површина 2.064 km², а запремина око 13.032 м³. 
Температура ваздуха у пећини је константна током целе године и има вредност од 9 °C. Присуство радиоактивног угљениковог изотопа C-14 у зидовима узрокује малу јонизацију ваздуха у пећини која има позитиван утицај код лечења неких болести попут астме. У неким деловима пећине приметно је и незнатно повећање позадинског гама зрачења у односу на површину. 
У пећини се првобитно налазило мноштво пећинског накита, посебно сталактита и сталагмита, међутим већина тог пећинског инвентара” је неповратно девастирана због несавесне људске активности. Крајем XIX и почетком XX века Фанагоријска пећина је била значајно место ходочашћа и у њој су редовно организована масовна богослужења, а у ранијим периодима у њој су неретко приношене и жртве.

## Истраживања
Прве писане податке о Фанагоријској пећини дао је 1666. турски путописац Евлија Челебија који је у том периоду путовао тим подручјем. Међутим извесно је да је локално становништво било упознато са постојањем ове пећине вековима раније. Прва детаљнија истраживања саме пећине спроводили су руски спелеолози крајем XIX века. Експедиција Кавкаске крашко-спелеолошке станице Краснодарског педагошког универзитета спровела је током 1946. прво свеобухватно истраживање пећине, а године 1977. пећина је уврштена у категорију споменика природе. Последње детаљно истраживање пећине и њено мапирање урађено је у периоду 1992−1995. године. 

## Живи свет
Живи свет Фанагоријске пећине чини 6 врста слепих мишева, пијавице, турбеларије, нематоде, пауци и стоноге.
- Сталагмит „Прелаз”
- Неприступачан шумски пут ка пећини